# Mikel Txoperena
Miguel Txoperena, nacido el 29 de septiembre de 1962, en Yanci (Navarra, España), es un ex pelotari español especialista en la modalidad de pelota mano - trinquete.
Forma parte de una saga de pelotaris, todos ellos manistas, entre los que destaca Miguel Ángel por ser el único que alcanzó el profesionalismo.
Es digno de destacar que fue seleccionado para disputar los Juegos Olímpicos de Barcelona en la modalidad de pelota mano en trinquete. En dichos juegos la pelota vasca formó parte como deporte de exhibición, en la que se disputaron diversas modalidades. Formó parte junto a sus compañeros Goñi I, Larragaña y Ruiz, logrando finalmente la medalla de plata tras la sorprendente selección de México.
También fue seleccionado para disputar los Campeonatos del Mundo de Pelota, disputados en 1982 en México, alcanzado la plata y en 1990 en La Habana y en 1994 en Bayona, logrando en ambos casos la medalla de bronce.
Dado que su especialidad era el trinquete no dio el paso al profesionalismo, que está más reservado para los manistas que juegan en frontón.